# L'Œuf du condor géant
Pour plus de détails, voir Fiche technique et Distribution.
L'Œuf du condor géant (Contrary Condor) est un dessin animé de la série des Donald Duck produit par Walt Disney pour RKO Radio Pictures et Buena Vista Pictures sorti le 21 avril 1944.

## Synopsis
Le court métrage s'ouvre sur une carte, avec des empreintes de pas appartenant à Donald traversant la frontière de l'Amérique du Nord vers l'Amérique du Sud, faisant un sentier à travers les Andes. On voit Donald grimper sur un côté vertical de la montagne avec des pistons aux pieds, jodelant au fur et à mesure. Il voit le nid et atteint rapidement le sommet, prêt à prendre un œuf de condor. Un nouveau-né de condor a déjà éclos et commence à crier à l'arrivée de Donald, mais Donald dit juste au nouveau-né de se taire et le repousse dans sa coquille d'œuf. Quand il aperçoit la mère Condor volant au-dessus de sa tête, Donald cache l'autre œuf et se cache dans la coquille de l'autre éclosion, expulsant le bébé condor. La mère atterrit et décide de s'asseoir sur l'œuf dans lequel se cache Donald. La chaleur qu'elle procure est presque trop pour Donald, et il transpire abondamment. L'œuf commence soudainement à se fissurer et il est presque écrasé par le condor. Réfléchissant rapidement, Donald décide de faire semblant d'être un condor. La mère est convaincue et fait un câlin à Donald, à la grande surprise de l'autre nouveau-né. Mère Condor envoie alors ses nouveau-nés apprendre à voler. Le nouveau-né pousse Donald de la branche d'arbre, mais il parvient à tenir le coup lorsque ses vêtements attrapent une branche à proximité, bien qu'il n'ait pas autant de chance lorsqu'un nuage d'orage qui passe commence à pleuvoir sur lui. Mère Condor essaie d'apprendre à Donald à voler, mais Donald baisse les yeux et devient étourdi. Il essaie de s'éclipser, mais est repéré et ramené. Donald parvient à la convaincre qu'il a une aile de fesses et elle commence à le bercer. Le nouveau-né devient jaloux et commence à crier pour attirer l'attention. En ayant assez, il envoie Donald voler dans les airs et il atterrit sur une branche à proximité. Essayant de sortir de sa situation une fois pour toutes, Donald installe un leurre à l'aide de branches et de feuilles, et l'envoie dévaler vers la rivière en contrebas. Bien que Mère Condor essaie de sauver son "nouveau-né", elle pense qu'il est trop tard lorsqu'il tombe dans la rivière, et elle se met à sangloter sur la rive voisine. Donald prend alors l'autre œuf de condor, se croyant victorieux, mais l'autre nouveau-né le lui vole. Donald le reprend, mais tombe dans la rivière, tenant l'œuf de manière protectrice. Soulagée de le voir encore en vie, Mère Condor prend Donald et l'œuf dans ses bras et les dorlote. Cette nuit-là, l'œuf, Donald, le nouveau-né et la mère Condor sont nichés ensemble, tandis que Donald marmonne avec colère dans sa barbe.

## Fiche technique
- Titre original : Contrary Condor
- Titre français : L'Œuf du condor géant
- Série : Donald Duck
- Réalisateur : Jack King
- Voix : Clarence Nash (Donald) et Florence Gill (le condor)
- Producteur : Walt Disney
- Société de production : Walt Disney Productions
- Distributeur : RKO Radio Pictures et Buena Vista Pictures
- Format d'image : couleur (Technicolor)
- Son : Mono (RCA Photophone)
- Durée : 8 min
- Langue : (en)
- Pays :  États-Unis
- Date de sortie : 
  - États-Unis : 21 avril 1944[1]

## Titre en différentes langues
D'après IMDb :
- Danemark : Anders And og kondor ægget
- Finlande : Onneton ornitologi
- Suède : Äggsamlaren, Kalle Anka på äggjakt, Kalle Anka på högre höjder, Kalle Anka på jakt efter kondorägg